# Mokoritto
Mokoritto (rusky Мокоритто) je řeka na území bývalého Tajmyrského autonomního okruhu na severu Krasnojarského kraje v Rusku. Je 310 km dlouhá. Povodí má rozlohu 4500 km².

## Průběh toku
Teče po západním okraji Severosibiřské nížiny. Na dolním toku je její tok členitý. Je to levý přítok Pjasiny.

## Vodní stav
Zdroj vody je sněhový a dešťový. Nejvyšších vodních stavů dosahuje na jaře a v létě. V zimě voda silně opadá.